# Lake Arrowhead (Wisconsin)
Lake Arrowhead es un lugar designado por el censo ubicado en el condado de Adams en el estado estadounidense de Wisconsin. En el Censo de 2010 tenía una población de 838 habitantes y una densidad poblacional de 58,81 personas por km².

## Geografía
Lake Arrowhead se encuentra ubicado en las coordenadas 44°12′13″N 89°50′41″O / 44.20361, -89.84472. Según la Oficina del Censo de los Estados Unidos, Lake Arrowhead tiene una superficie total de 14.25 km², de la cual 13.03 km² corresponden a tierra firme y (8.54%) 1.22 km² es agua.

## Demografía
Según el censo de 2010, había 838 personas residiendo en Lake Arrowhead. La densidad de población era de 58,81 hab./km². De los 838 habitantes, Lake Arrowhead estaba compuesto por el 99.05% blancos, el 0.12% eran afroamericanos, el 0.24% eran amerindios, el 0.12% eran asiáticos, el 0% eran isleños del Pacífico, el 0% eran de otras razas y el 0.48% pertenecían a dos o más razas. Del total de la población el 0.95% eran hispanos o latinos de cualquier raza.